# Göteborgs Förorters Arkitektkontor
Göteborgs Förorters Arkitektkontor var ett arkitektkontor i Göteborg
Göteborgs Förorters Arkitektkontor, som ägdes av ett antal småkommuner i Göteborgsområdet, bildades 1952 på initiativ av Lennart Kvarnström, som också var chefsarkitekt. Kontoret ritade bland annat i Torslanda där Nolereds torg och biblioteket skapades. I Mölnlycke formgav Göteborgs Förorters Arkitektkontor Säteriet på 1970-talet.
Till medarbetarna hörde Konrad Bergsborn, Olov Joneborg, Bertil Merkander och Lars Tubring.